# Solomon Young
Solomon Young (nacido el 22 de abril de 1998 en Sacramento, California, Estados Unidos) es un jugador de baloncesto estadounidense que forma parte de la plantilla de los South Bay Lakers de la G League. Con 2,03 metros de estatura, juega en la posición de pívot.

## Trayectoria
Es un pívot formado en la Sacramento High School de su ciudad natal, antes de ingresar en 2016 en la Universidad Estatal de Iowa en Ames, Iowa, donde jugaría durante cinco temporadas en la NCAA con los Iowa State Cyclones, desde 2016 a 2021.
Tras no ser drafteado en 2021, el 15 de junio de 2021 llega a Europa para firmar por el Leuven Bears de la BNXT League.	
El 22 de agosto de 2022, firma por el Brose Bamberg de la Basketball Bundesliga.
En la temporada 2023-24, firma por el Pallacanestro Cantù de la Serie A2 italiana.
El 26 de octubre de 2024 se incorporó a la plantilla de los South Bay Lakers.